# Entmemacornis proselytes
Entmemacornis proselytes är en fjärilsart som beskrevs av Dyar 1919. Entmemacornis proselytes ingår i släktet Entmemacornis och familjen mott. Inga underarter finns listade i Catalogue of Life.